# Pseudechiniscus bartkei
Pseudechiniscus bartkei är en djurart som tillhör fylumet trögkrypare, och som beskrevs av Barbara Wêglarska 1962. Pseudechiniscus bartkei ingår i släktet Pseudechiniscus och familjen Echiniscidae. Inga underarter finns listade i Catalogue of Life.